# Idaho-Falls-Idaho-Tempel

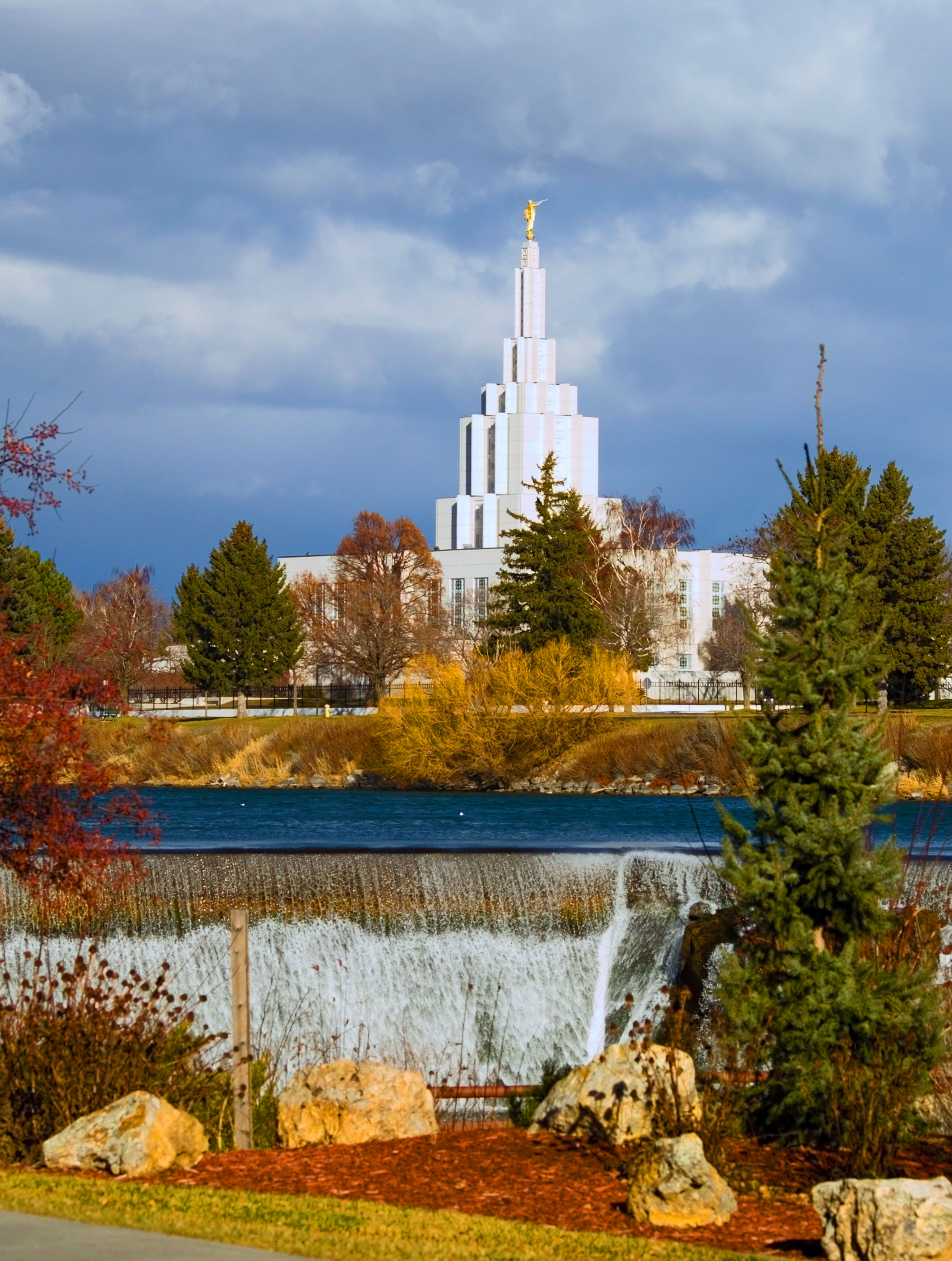
Der Idaho-Falls-Tempel aus der Ferne

Der Idaho-Falls-Idaho-Tempel ist der achte Tempel der Kirche Jesu Christi der Heiligen der Letzten Tage (Mormonen). Er steht in Idaho Falls und war der erste Tempel der Mormonen im US-Bundesstaat Idaho. Der Turm ist 44 Meter hoch und trägt, wie bei den meisten Tempeln dieser Konfession, einen Engel Moroni. Der Tempel hat 8564 Quadratmeter Nutzfläche, vier Endowment- und neun Siegelungsräume. 
Nach der Ankündigung am 3. März 1937 und dem ersten Spatenstich am 19. Dezember 1939 wurde das Gebäude selbst im September 1941 fertiggestellt. Der Innenausbau verlangsamte sich allerdings durch die allgemeine Knappheit der Mittel während des Zweiten Weltkriegs. Am 23. September 1945 wurde der Tempel durch George Albert Smith (Kirchenpräsident) geweiht. 
Ursprünglich hieß der Tempel Idaho-Falls-Tempel, aber nach 2000 führte die Kirche einheitliche Regeln zur Namensgebung ein, weshalb er nun Idaho-Falls-Idaho-Tempel heißt.